# Frontonas
Frontonas é uma comuna francesa na região administrativa de Auvérnia-Ródano-Alpes, no departamento de Isère. Estende-se por uma área de 12,65 km². Em 2010 a comuna tinha 2 146 habitantes (densidade: 169,6 hab./km²).